# M-8 (Pakistan)

De M-8 (Urdu: موٹروے 8) is een (deels in aanbouw zijnde) autosnelweg in Pakistan. De M-8 verbindt Sukkur-Larkana met Gwadar over een afstand van 892 kilometer. Het 193 kilometer lange deel tussen Gwadar en Hoshab werd geopend in februari 2016.
M-1 ·
M-2 ·
M-3 ·
M-4 ·
M-5 ·
M-6 ·
M-7 ·
M-8 ·
M-9 ·
M-10 ·
M-11 ·
M-12 ·
M-13 ·
M-14 ·
M-15 ·
M-16 ·
L-20